# Luluzinha Teen e sua Turma
Luluzinha Teen e sua Turma foi uma série de quadrinhos brasileira inspirada por mangás, desenvolvida pela Labareda Design e publicada pela editora Ediouro, por meio do selo Pixel. A série é uma adaptação da personagem dos quadrinhos americanos Luluzinha (Little Lulu) como uma série juvenil contando as aventuras dos personagens como adolescentes.
A série foi publicada entre junho de 2009 e março de 2015, um ano após o lançamento de Turma da Mônica Jovem. Inicialmente, as histórias aconteciam em temporadas de 4 episódios, mas depois da edição 17 os cada edição passou a apresentar uma história única.

## Histórico
A revista Luluzinha Teen e sua Turma  foi lançada pela Ediouro, por meio do selo Pixel, no dia 5 de junho de 2009 e foi publicada em estilo mangá e de forma serial onde cada temporada (arco de história) possui 4 episódios.
O roteiro é feito por Renato Fagundes e as ilustrações são realizadas pela Labareda Design. 
Glória Kalil foi consultora de estilo para a criação da identidade visual de cada personagem e Daniela Conolly atua como figurinista.
Luluzinha Teen também ganhou tiras de jornal publicadas em Jornais como O Globo, podendo também ser lidas no seu site oficial.
Em setembro de 2010, foi anunciada pela Ediouro que a partir do #17, cada edição traria uma história fechada deixando de lado o formato "temporada".
Em agosto de 2012, foi anunciada pela Ediouro que a partir do #40 , as revistas ficariam em um formato diferente com menos páginas e a cada edição a revista traria 2 histórias completas.
Em junho de 2013, a Ediouro lança a edição comemorativa #50 dando a revista um marco de 50 edições lançadas.
A partir de junho de 2014, a revista ao invés de mensal vira bimestral.
Em março de 2015, a revista foi cancelada na edição 65.

## Sinopse

### 1ª Temporada
A história começa quando a turma da Escola Unida é apresentada a Escola iNova, da qual a princípio mostram rivalidades entre si. Glorinha passa a demonstrar um amor platônico pelo coordenador da Inova, Leon. Bola introduz uma garota na sua banda chamada Rosa. Aninha começa a jogar o jogo online Katana, onde se torna uma samurai com um nick falso e se torna amiga de um misterioso jogador chamado Rio Bravo. Alvinho a princípio entra numa rivalidade com o Mozz da iNova. No decorrer da história vários ataques na cidade ocorrem, sendo provocados por um misterioso grupo chamado Bombz. Nisso Lulu começa a investigar pistas sobre o caso. No final da saga Lulu descobre que o responsável que todo o caos provocado pela Bombz foi arquitetado pelo famoso milionário Vitor Vergerus que tinha planos para destruir a cidade. Vergerus tenta chantagear Lulu ameaçando seus amigos, porém acaba sendo desmascarado e foge.

### 2ª temporada
Muito tempo depois, Lulu e seus amigos partem numa viagem para o festival "Mars Ataca!" e no meio do percurso se reencontram com Zico e sua gangue agora como um grupo de motoqueiros chamados "Zangões da Zona Norte". Lulu se torna amiga de Zico, Bola passa a demonstrar fortes ciúmes por Zico, Alvinho passa a ter rivalidades com o membro Bandit em relação a Lila e Aninha descobre um chip estranho chamado Fast Chip no Katana que põe sua vida em risco. No final do festival um assalto acontece e os Zangões são acusados de terem cometido tal crime. Assim no decorrer da história Bola e Alvinho passam a investigar sobre o caso envolvendo o assalto e acabam descobrindo o envolvimento de Zico com um criminoso chamado Cicatriz. Ao final após muitos desentendimentos com Bandit é descoberto que tudo não passava de um plano arquitetado pelo irmão mais velho de Zico para prender Cicatriz e sua gangue. Enquanto isso Aninha se desfaz dos problemas criados pelo Fast Chip, Alvinho muda de escola e Bola fica sozinho.

### 3ª temporada
No começo da história os personagens saem de viagem no final das férias. Lulu se apaixona por um rapaz chamado Patrick em um hotel, Aninha desenvolve sentimentos pela natureza através de um ermitão, Bola e Carlão se apaixonam por uma garota caipira chamada Lurdinha, e Alvinho ainda não se conforma ao saber que vai entrar pro Instituto Rosseau. Na volta as aulas Glorinha passa a demonstrar rebeldia ao saber que seus pais se separaram e sua mãe está namorando o coordenador Vincente, Lulu se reencontra com Patrick e Bola com Lurdinha. Enquanto isso Alvinho e Mozz não conseguem se adaptar com as regras do Rosseau, Alvinho é hipnotizado pelos estudantes e forçado a esquecer Lila.

## Personagens

### Luluzinha
Luluzinha (ou Lulu) tem 16 anos (mesma idade de Bolinha e Glorinha, dois anos mais velha que Alvinho) e é a líder do grupo. Inteligente, criativa e curiosa, sempre se envolve em casos policiais e investiga até o fim para que tudo seja resolvido e ninguém seja acusado injustamente. Agora que cresceu, ao invés do seu diário, Lulu mantém um mega blog que é sempre atualizado. Tem uma paixão secreta pelo Bolinha, que para quem repara, não é tão secreta assim, e uma paixonite por Zico. Nas edições n°10 e 11, namora o Patrick. Na edição n°12, decide que ele não é o garoto certo para ela. Assim que termina o namoro com Patrick, Lulu volta a se apaixonar perdidamente por Bola. Na primeira edição extra, ela namora Vinícius, um vampiro.

### Bolinha (Bola)
É líder de uma banda de rock, a Loki, em que é o guitarrista e compositor. A banda já abriu o show da Pitty e se apresentou em um grande festival. Tinha uma namorada chamada Rosa, porém, eles terminaram após uma série de ataques de ciúmes por parte de Rosa, em relação à amizade entre Bola e Lulu. Apaixona-se por Lurdinha, uma caipira no decorrer da terceira temporada, só que a perde para seu primo, Carlão. Sobretudo, Bola ama Lulu. Na quarta temporada, Bola faz amizade com seu antigo inimigo de infância, Zico, e ambos começam a bolar um plano para conquistar suas admiradoras(ambas eram a Lulu). No final da temporada, ele volta para a banda Loki mas sofre uma grande decepção amorosa, e começa a se apaixonar por Lulu de novo.

### Glorinha (Glória)
Depois de brigar muito com a Lulu na infância, a Glorinha virou uma de suas melhores amigas, ou S.A.Q (Super Amiga Querida), como dizem. Às vezes é esnobe e só liga para ela mesma; é linda, adora e entende tudo de moda. É tão ligada no assunto que conseguiu um estágio no shopping da cidade, o Free City Mall. Lá, ela estuda as tendências da moda e ainda ajuda a organizar os desfiles e os eventos de moda. Namorava o Leon, mas após ele ver o beijo entre Gloria e André, no teatro da escola, fica furioso e, mesmo quando Glória tenta explicar tudo, Leon bate em André e Glória fica assustada com o comportamento do namorado, terminando o namoro.

### Aninha (Ana)
Aninha é a M.A.P.S (Melhor Amiga Pra Sempre) da Lulu. Ficou bonita e continua sendo a mais baixinha da turma e às vezes de cara emburrada (o que é mais timidez que qualquer outra coisa). É fã incondicional de tecnologia, sempre atenta às novidades da rede. Foi ela quem criou o blog da Luluzinha e também passa horas em games dentro de realidades virtuais onde tudo pode acontecer. Seu jogo favorito se chama Katana, no qual deu vida ao avatar Dado Anirim. Na 4a temporada ela demonstra sentimentos por Ícaro, e eles seguram a mão um do outro, insinuando para o leitor a existência de um romance.

### Alvinho
É o mais novo da turma.Gosta seus amigos, e adora sair com a galera para se divertir. É muito esperto, bagunceiro e ligado em muitas coisas ao mesmo tempo, por isso, às vezes parece que não se concentra nos estudos. Adora esportes radicais, principalmente skate e surfe. Aliás, o Alvinho tem tudo para ser um surfista profissional de sucesso, mas seus pais não gostam muito dessa ideia. Namora a Lila.

## Cenário
Eles vivem na Cidade de Liberta. Quase toda turma estuda na Escola Unida, e quando não estão em aula.Gostam de diversão como qualquer adolescente. Vão à Praia da Garganta, ao Shopping Free City Mall, além de frequentarem um espaço chamado Livre, onde rola música e azaração.

## Blog
Em vez de um diário, Lulu mantém um blog (www.luluteen.com.br) em que faz comentários sobre comportamento, com direito a fotos e comentários o que se passa. No blog, ela dá conselhos pessoais e responde a perguntas feitas pelos internautas. Seus amigos também postam nele sobre esportes (Alvinho), música (Bolinha), moda (Glorinha), games e tecnologia (Aninha).

## Edições
As edições foram divididas em temporadas, e cada temporada conta um ano de lançamento. 64 edições já foram lançadas.
| Temporada | Temporada | Edições | Estreia Brasileira | Encerramento Brasileira |
| --------- | --------- | ------- | ------------------ | ----------------------- |
|           | 1         | 7       | Junho de 2009      | Dezembro de 2009        |
|           | 2         | 12      | Janeiro de 2010    | Dezembro de 2010        |
|           | 3         | 12      | Janeiro de 2011    | Dezembro de 2011        |
|           | 4         | 12      | Janeiro de 2012    | Dezembro de 2012        |
|           | 5         | 12      | Janeiro de 2013    | Dezembro de 2013        |
|           | 6         | 8       | Janeiro de 2014    | Novembro de 2014        |
|           | 7         | 1       | Fevereiro de 2015  | Fevereiro de 2015       |